# La Neuve-Grange
La Neuve-Grange är en kommun i departementet Eure i regionen Normandie i norra Frankrike. Kommunen ligger i kantonen Étrépagny som tillhör arrondissementet Les Andelys. År 2022 hade La Neuve-Grange 389 invånare.

## Befolkningsutveckling
Antalet invånare i kommunen La Neuve-Grange
Referens:INSEE